# Johann Heinrich Zedler
Johann Heinrich Zedler (Breslávia, 7 de janeiro de 1706 — Leipzig, 21 de março de 1751) foi um livreiro e editor alemão, que elaborou a enciclopédia Grosses vollständiges Universal-Lexicon Aller Wissenschafften und Künste ("der Zedler"), uma das mais extensas enciclopédias em língua alemã do século XVIII, publicada entre 1732 e 1754.

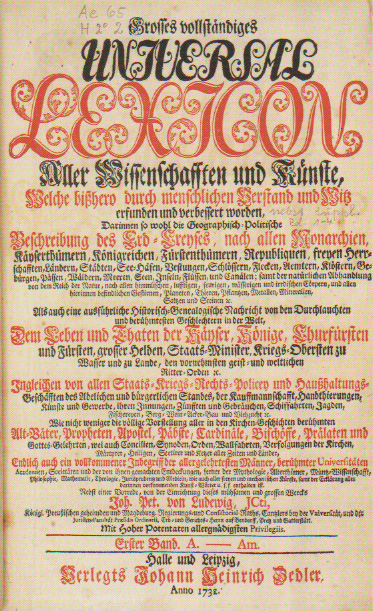
Zedler's Universal-Lexicon de Zedler é considerado a mais importante enciclopédia de língua alemã do século 18. Ao contrário da afirmação na página de rosto mostrada aqui, o primeiro volume já havia aparecido na Feira de Leipzig Michaelmas de 1731.

## Carreira
Após o treinamento como livreiro, Zedler fundou sua própria editora em 1726. Foi inicialmente sediada em Freiberg, Alta Saxônia, e em 1727 mudou-se para o Centro de Publicação e Comércio de Livros em Leipzig. Sua primeira grande publicação foi uma edição de onze volumes dos escritos de Martinho Lutero publicada entre 1729 e 1734, com um volume de índice publicado em 1740. Como editor fundador do Léxico Universal, iniciado em 1731 e durante sua vida crescendo para um total de 64 volumes, Zedler entrou em uma disputa legal de longa data com os editores estabelecidos em Leipzig, cujos produtos mais especializados foram ameaçados.
Algum tempo antes da primavera de 1737, Zedler sofreu um colapso financeiro. Seu negócio foi comprado pelo empresário de Leipzig Johann Heinrich Wolf. Wolf forneceu financiamento para Zedler continuar com o Léxico Universal e outras obras que ele já havia começado, como a Crônica Geral dos Estados, Guerras, Igrejas e Bolsas de Estudo (1733-1754, 22 volumes). Zedler também publicou novos trabalhos, como o léxico comercial Allgemeine Schatz-Kammer Der Kaufmannschafft (1741-1743, 4 volumes e 1 volume suplementar), as leis da bolsa de valores Corpus Juris Cambialis (Johann Gottlieb Siegels, 1742, 2 volumes) e o Atlas Histórico-Político-Geográfico de todo o mundo (1744-1749, 13 volumes), publicado sob o nome do livreiro de Leipzig, Johann Samuel Heinsius, o Velho.

Zedler morreu aos 45 anos em 1751, apenas um ano após a conclusão do Léxico Universal alfabético. Seu nome vive com o nome coloquial da enciclopédia, que hoje é conhecida como "o Zedler".